# Citadela dinastije Ho
Citadela dinastije Hồ (vijetnamski: Thành nhà Hồ), poznata i kao Dvorac Tây Đô ili Dvorac Tây Giai, je citadela u općini Tây Giai, u distriktu Vĩnh Lộc, Vijetnam). Izgrađena je za kratkotrajne vijetnamske dinastije Hồ (1400. – 07.). 
Citadela predstavlja izvanredan primjer novog stila carskog grada jugoistočne Azije. Ona je izgrađena po feng šui principima, što je svjedočanstvo cvatućeg neokonfucijanizma koncem 14. stoljeća u Vijetnamu, a koji se kasnije proširio na druge krajeve Azije. Prema tim principima, citadela je izgrađena u krajoliku iznimne ljepote, te na pravcu koji povezuje planine Tuong Son i Don Son, u ravnici između rijeka Ma i Buoi. Zbog toga je 2011. godine upisan na UNESCO-ov popis mjesta svjetske baštine u Aziji i Oceaniji.
Citadela dinastije Ho ima tlocrt pravokutnika sa stranicama sjever-jug duljine 870,5 m i zapad-istok 883,5 m. Na sredini svakog zida nalaze se po jedna monumentalna vrata od kojih su najveća ona južna visine 9,5 i širine 15,17 m. Osim njezinih monumentalnih vrata, citadela je danas ruševina. Cijela citadela je izgrađena od kamenih blokova dimenzija od oko 2 x 1 x 0,70 m.
- Južna vrata
- Sjeverna vrata
- Istočna vrata
- Kamena topovska kugla pronađena u citadeli

## Vanjske poveznice
- Dvorac Hồ (vij.)